# Chrysopilus stylatus
Chrysopilus stylatus är en tvåvingeart som beskrevs av Walker 1864. Chrysopilus stylatus ingår i släktet Chrysopilus och familjen snäppflugor. Inga underarter finns listade i Catalogue of Life.